# ويليام هاينز
ويليام هاينز (بالإنجليزية: William Hines)‏ هو صحفي أمريكي، ولد في 11 سبتمبر 1916، وتوفي في 28 فبراير 2005.